# Les Portes du Jura
Les Portes du Jura est un quartier situé au sud de Montbéliard et regroupant le campus, l'institut FEMTO-ST et la technopole Numerica.

## Campus

### Établissements
Le site universitaire des Portes du Jura s’est construit à la suite de l'ouverture de deux sections DUT Mesures Physiques et DEUG Langues étrangères appliquées en 1991.
Les premiers locaux sont construits en 1992 et de nouvelles sections s’ajoutent les années suivantes aux deux proposées initialement : DEUG Sciences de la vie, licence LEA, DUT Génie des télécommunications et réseaux ainsi qu’une licence Génie des procédés de l'environnement.
Aujourd'hui, le site universitaire comporte les établissements suivants :
- l'unité de formation et de recherche Sciences, techniques et gestion de l'industrie (UFR STGI) ;
- l'institut universitaire de technologie Nord Franche-Comté (DUT Mesures Physiques, DUT Réseau et Télécommunication, DUT  Service et Réseau de Communication et DUT Gestion Administrative et Commerciale) ;
- l'université de technologie de Belfort-Montbéliard (UTBM), qui a inauguré les bâtiments pour le département EDIM en 2011 ;
- l'institut de formation aux métiers de la santé (IFMS) de l'hôpital Nord Franche-Comté, ouvert en 2019 ;
- une antenne de l'unité de formation et de recherche en sciences de la santé (UFR Santé) qui siège à l'IFMS et qui abrite la Filière Kinésithérapie Physiothérapie (FiKiP) du département des sciences de la rééducation, pour les étudiants des années 2 à 5 de formation au DEMK[1].

### Infrastructures
Le campus compte une bibliothèque universitaire, un restaurant universitaire, un gymnase, une maison des étudiants ainsi qu'une résidence universitaire, composé de 84 logements et située à 2 minutes à pieds de l'institut universitaire de technologie. Les logements font 18 m2 et coûtent 329 € par mois au locataire (complément de loyer de 9 € et charges de 106 € incluses). Le locataire peut également, à ses frais, bénéficier de l'internet, de la télévision, ainsi que d'une place de stationnement devant la résidence.
Le grand amphithéâtre du pôle universitaire est utilisé comme salle de conférence dans le cadre de l'université ouverte.

## FEMTO-ST
Créé en 2004, Franche-Comté électronique mécanique thermique et optique - Sciences et technologies est un laboratoire de recherche d’envergure européenne employant 700 personnes dans 7 départements de recherches.

## Numerica
Le pôle numérique de Franche-Comté fut inauguré aux Portes du Jura en 2003. Il est né de la volonté de Pays de Montbéliard Agglomération de développer l'économie du numérique, peu présente en Franche-Comté. En 2008, la société SEM Numerica est créée pour développer la filière numérique en Franche-Comté.

## Clinique de Montbéliard
La clinique des Portes du Jura a vu le jour en 1997 dans le but d'héberger différentes cliniques sur le même site et contenant de nombreuses spécialités.
Le 16 décembre 2008, le groupe « Kapa Santé » devient le nouvel acquéreur de ce bâtiment et le renomme « Clinique de Montbéliard ».
La clinique est agréée par le ministère de la santé et conventionnée par la sécurité sociale ainsi que les mutuelles et les organismes de prévoyance, et son service d'accouchements réalise en moyenne 750 naissances par an.
La clinique est définitivement fermée à la fin de 2015 à la suite d'un redressement judiciaire.